# Бенедикт XV
Бенеди́кт XV (лат. Benedictus PP. XV; до посвячення — Джакомо маркіз де ла К'єза, італ. Giacomo della Chiesa; 21 листопада 1854 — 22 січня 1922) — папа римський в 1914—1922 роках.

## Біографія
Народився 21 листопада 1854 року в Пельї, поблизу Генуї. Вивчав правознавство і теологію. Прийняв священничий стан у 1878 і поступив на папську дипломатичну службу. В 1907 році Пій Х назначив його архієпископом Болоньї, а в 1914 році він став кардиналом. Не зважаючи на початок Першої Світової Війни, на конклав після смерті Пія Х з'їхалося 60 із 65 живих кардиналів. Після 4 днів обговорень 20 серпня 1914 року престол Папи зайняв де ла К'єз, який обрав собі ім'я Бенедикта на честь свого попередника Бенедикта XIV. В умовах Першої Світової війни церковна діяльність була вкрай важкою і обмеженою. В 1918 році Бенедикт XV ввів у дію новий канонічний закон.
Бенедикт XV намагався своєю політикою якщо не примножити авторитет церкви, то хоча би зберегти його на попередньому рівні. Під час війни зумів зберегти нейтралітет, що мало позитивні наслідки для Католицької Церкви. З лютневою революцією в Католицькій церкві пробудилася надія на те, що православ'я ослабить свої позиції і зможе примножити католицизм. Через це 1 травня 1917 року у Ватикані було створено особливу конгрегацію у справах східних церков. Особливо несхвально сприйняв Бенедикт XV більшовицьку революцію в Росії, оскільки розумів, що це призведе до масових репресій над християнами. У церковній сфері Бенедикт XV провадив досить помірковану політику. У 1917 році він схвалив канонічний кодекс — верховний закон створений для священнослужителів і мирян, створений Пієм Х. Крім того, Бенедикт XV провадив активну місіонерську роботу, особливо в Африці.
Андрей Шептицький мав із ним перемовини стосовно долі Галичини на початку 1920-х років.
Помер 22 січня 1922 року.